# Redby
Redby é uma Região censo-designada localizada no estado americano de Minnesota, no Condado de Beltrami.

## Demografia
Segundo o censo americano de 2000, a sua população era de 957 habitantes.

## Geografia
De acordo com o United States Census Bureau tem uma área de
31,4 km², dos quais 30,2 km² cobertos por terra e 1,2 km² cobertos por água.

## Localidades na vizinhança
O diagrama seguinte representa as localidades num raio de 32 km ao redor de Redby.